# Abuna (titolo)
Abun (in Europa erroneamente conosciuto come Abuna, che è la costruzione di stato utilizzata nell'alfabeto ge'ez አቡነ Abuna/Abune nostro padre in amarico e tigrino) è il titolo onorifico usato per qualsiasi vescovo della Chiesa ortodossa etiope Tawahedo, così come della Chiesa ortodossa eritrea. È stato storicamente utilizzato esclusivamente per il capo della Chiesa ortodossa copta in Etiopia per oltre 1000 anni, quando il Patriarcato copto di Alessandria nominava un solo vescovo alla volta per servire il popolo cristiano etiope.

## Storia
Storicamente l'Abuna della Chiesa etiope è stato nominato dal Patriarca di Alessandria, che aveva l'autorità diocesana sopra l'Etiopia, su richiesta dell'imperatore Etiope. Nei tempi storici doveva pagare una tassa al governo musulmano per il privilegio. L'Abuna doveva essere selezionato dai membri del Convento di Sant'Antonio.
Il candidato spesso non aveva la conoscenza della lingua madre e neanche delle usanze locali della chiesa etiopica. Di conseguenza, la maggior parte degli Abuna ebbero un'influenza minima sia sulla religione etiope che nella politica. L'autorità vera in materia ecclesiastica era dell'Ichege o abate del monastero di Debre Libanos nello Scioa, l'unico possessore di questo particolare titolo in Etiopia. Questo titolo è ora abitualmente tenuto dal Patriarca della Chiesa ortodossa d'Etiopia Tewahedo.
I visitatori dell'Etiopia come Francisco Álvares nel XVI secolo e Remedius Prutky nel XVIII secolo si stupivano dell'ordinazione di massa di diaconi e presbiteri che era compito principale dell'Abuna.
Dopo molti secoli, l'imperatore Hailé Selassié d'Etiopia, l'ultimo monarca regnante cristiano ortodosso nel mondo, raggiunse un accordo con la Chiesa ortodossa copta ad Alessandria d'Egitto, il 13 luglio 1948. Ciò portò alla promozione della Chiesa d'Etiopia a rango di patriarcato autocefalo. Cinque vescovi vennero immediatamente consacrati dal Papa copto ortodosso di Alessandria. In seguito elessero un patriarca etiope per la loro chiesa dopo la morte di Abuna Qerellos IV, l'ultimo patriarca copto a guidare la Chiesa d'Etiopia. Il primo Patriarca d'Etiopia fu Abuna Basilios, che fu consacrato 14 gennaio 1951.
Il più recente Patriarca d'Etiopia è Abuna Mathias, succeduto ad Abuna Paulos deceduto il 16 agosto 2012.